# أبعادية الروضة
قرية أبعادية الروضة هي إحدى القرى التابعة لمركز كفر الشيخ في محافظة كفر الشيخ في جمهورية مصر العربية. حسب إحصاءات سنة 2006، بلغ إجمالي السكان في أبعادية الروضة 8257 نسمة، منهم 4125 رجلا و4132 امرأة.